# كينيث كيسي
كينيث كيسي (بالإنجليزية: Kenneth Casey)‏ هو كاتب أغاني وملحن وممثل أمريكي، ولد في 10 يناير 1899 بنيويورك في الولايات المتحدة، وتوفي في 10 أغسطس 1965 في الولايات المتحدة.

## وصلات خارجية
- كينيث كيسي على موقع IMDb (الإنجليزية)
- كينيث كيسي على موقع ميوزك برينز (الإنجليزية)
- كينيث كيسي على موقع قاعدة بيانات برودواي على الإنترنت (الإنجليزية)
- كينيث كيسي على موقع قاعدة بيانات الأفلام السويدية (السويدية)
- كينيث كيسي على موقع ديسكوغز (الإنجليزية)
- كينيث كيسي على موقع قاعدة بيانات الفيلم (الإنجليزية)
- كينيث كيسي على موقع كينوبويسك (الروسية)